# Coupe de la CEV masculine 1991-1992
Navigation
Édition précédente Édition suivante
La Coupe de la CEV masculine 1991-1992 est la 12e édition de la Coupe de la CEV.

## Tour principal

### Phase finale

#### Finale à quatre
|  | Demi-finales                              | Demi-finales                        |                        |   | Finale                       | Finale                       |
|  | Demi-finales                              | Demi-finales                        |                        |   | Finale                       | Finale                       |
|  |                                           |                                     |                        |   |                              |                              |
|  | 08.02.92, 11-15, 15-12, 16-14, 15-6       | 08.02.92, 11-15, 15-12, 16-14, 15-6 |                        |   | 09.02.92, 15-9, 15-10, 15-10 | 09.02.92, 15-9, 15-10, 15-10 |
|  | 08.02.92, 11-15, 15-12, 16-14, 15-6       | 08.02.92, 11-15, 15-12, 16-14, 15-6 |                        |   | 09.02.92, 15-9, 15-10, 15-10 | 09.02.92, 15-9, 15-10, 15-10 |
|  | Maxicono Parme                            | 3                                   |                        |   | 09.02.92, 15-9, 15-10, 15-10 | 09.02.92, 15-9, 15-10, 15-10 |
|  | Maxicono Parme                            | 3                                   |                        |   | 09.02.92, 15-9, 15-10, 15-10 | 09.02.92, 15-9, 15-10, 15-10 |
|  | SV Bayer Wuppertal                        | 1                                   |                        |   | 09.02.92, 15-9, 15-10, 15-10 | 09.02.92, 15-9, 15-10, 15-10 |
|  | SV Bayer Wuppertal                        | 1                                   | Maxicono Parme         | 3 |                              |                              |
|  | 08.02.92, 15-4, 15-7, 15-6                |                                     | Maxicono Parme         | 3 |                              |                              |
|  |                                           | Petrarca Padoue                     | 0                      |   |                              |                              |
|  | Petrarca Padoue                           | Petrarca Padoue                     | 0                      | 3 |                              |                              |
|  | Petrarca Padoue                           |                                     |                        | 3 |                              |                              |
|  | Galatasaray Istanbul                      | 0                                   |                        |   |                              |                              |
|  | Galatasaray Istanbul                      | 0                                   | Match pour la 3e place |   |                              |                              |
|  |                                           |                                     |                        |   |                              |                              |
|  | 09.02.92, 15-7, 1-15, 10-15, 16-14, 15-12 |                                     |                        |   |                              |                              |
|  |                                           |                                     |                        |   |                              |                              |
|  | SV Bayer Wuppertal                        | 3                                   |                        |   |                              |                              |
|  | SV Bayer Wuppertal                        | 3                                   |                        |   |                              |                              |
|  | Galatasaray Istanbul                      | 2                                   |                        |   |                              |                              |
|  | Galatasaray Istanbul                      | 2                                   |                        |   |                              |                              |